# Міртл Корбін
Джозефіна Міртл Корбін (Josephine Myrtle Corbin; 12 травня 1868 — 6 травня 1928) — американська співачка, яка мала вроджену ваду відому як дипігус. У неї було два окремих таза з окремими кінцівками внаслідок розщеплення осі її тіла під час розвитку. Кожна з її менших внутрішніх ніг була поєднана з однією з її зовнішніх ніг. Кажуть, що вона могла рухати внутрішніми ногами, але вони були занадто слабкі для ходьби.

## Молодість і сім'я
Корбін народилася в окрузі Лінкольн, штат Теннессі. Батьками Корбін були Вільям Корбін, якому на момент народження дочки було 25 років, і Ненсі Корбін (уроджена Саллінз), якій було 34 роки Лікарі, які оглядали немовля незабаром після її народження, описали обох батьків як дуже схожих зовні: «в обох каштанове волосся, блакитні очі та дуже світлий колір обличчя»; насправді вони виглядали настільки схожими, що лікарі були змушені зазначити, що вони не були «кровними родичами». Всього у Корбінів було четверо дітей, у тому числі дитина від першого шлюбу Ненсі.
За словами її матері, народження Міртл не було відзначене нічим «особливим щодо пологів». Корбін народилася сильною дитиною,: у віці три тижні важила 4,5 кг.

## Кар'єра
Корбін почала виступати в інтерактивних шоу під псевдонімом «Чотиринога дівчина з Техасу», коли їй було 13 років; один з її перших рекламних брошур описував її як «лагідної вдачі, як літнє сонце, і таку ж щасливу, як довгий день». Її популярність у цій індустрії була така велика, що інші шоумени у своїх виставах показувли фальшивих чотириногих жінок.

## Відображення у медичній літературі
Тератологи в медичних журналах і енциклопедіях у 19 столітті класифікували аномалію Корбін, використовуючи кілька різних, але однаково складних термінів відповідно до умов того часу. Деякі називали її «dipygus dibrachius tetrapus», інші називали її стан задня дихотомія", підрізновид шизорахісу". Один лікар, Брукс Веллс, описав її як «жінку, що належить до моноцефального, ілеадельфічного класу монстрів шляхом злиття».

## Особисте життя
У 19 років вона вийшла заміж за Джеймса Клінтона Бікнелла, від якого народила чотирьох дочок і сина.
Навесні 1887 року, приблизно через рік після одруження з Бікнелл, Корбін вперше завагітніла: її стан виявив доктор Льюїс Вейлі з Блаунтсвілла, штат Алабама, якого послали викликати після того, як Корбін відчула біль у лівому боці та гарячку., головний біль і зниження апетиту. Крім того, лікар зазначив, що «блювота і аменорея тривали протягом двох місяців». Вейлі написав статтю для журналу Atlanta Medical and Surgical Journal.
Оглядаючи Корбін, Вейлі виявив, що подвоєння її зовнішніх статевих органів віддзеркалюється подібним подвоєнням внутрішніх органів. Він визначив, що пані Корбін була вагітна саме в лівій частині матки. За словами Вейлі, коли їй сказали, що вона вагітна, вона відповіла з недовірою, сказавши: «Якби це було в моєму правому боці, я б вважала, що ви маєте рацію». З цього коментаря лікарі встановили, що Корбін надає перевагу статевому акту на правому боці, і цей факт був прокоментований у кількох наступних звітах. Через вагітність Корбін серйозно захворіла, і після консультації з лікарями вирішила зробити аборт через вісім тижнів після першого огляду. Повідомляється, що на той момент вона була на третьому-четвертому місяці вагітності. Вона повністю одужала, і процедура (як і її унікальна анатомія) не завадила їй успішно виносити наступні вагітності. Коли медичні журнали в Сполучених Штатах і в усьому світі знову звернули увагу на вже зрілу Корбін, деталі її особистості розкрили відчуття цієї жінки: в одній статті зазначалося, що «Леді, місіс Б…. Міртл Корбін з минулих днів, [є] привабливою на обличчі, фізично здоровою та здатною виконувати всі свої домашні обов'язки», в той час як в інших місцях її описували як «дуже розумну» та «вишукану жінку, яка мала музичний смак».

## Смерть
Вона померла в Клеберні, штат Техас, 6 травня 1928 року. Її могила була покрита бетоном. Це було зроблено для того, щоб грабіжники могил не викрали її труп. Кілька практикуючих лікарів і приватних колекціонерів пропонували фінансову нагороду за її тіло.

## Галерея

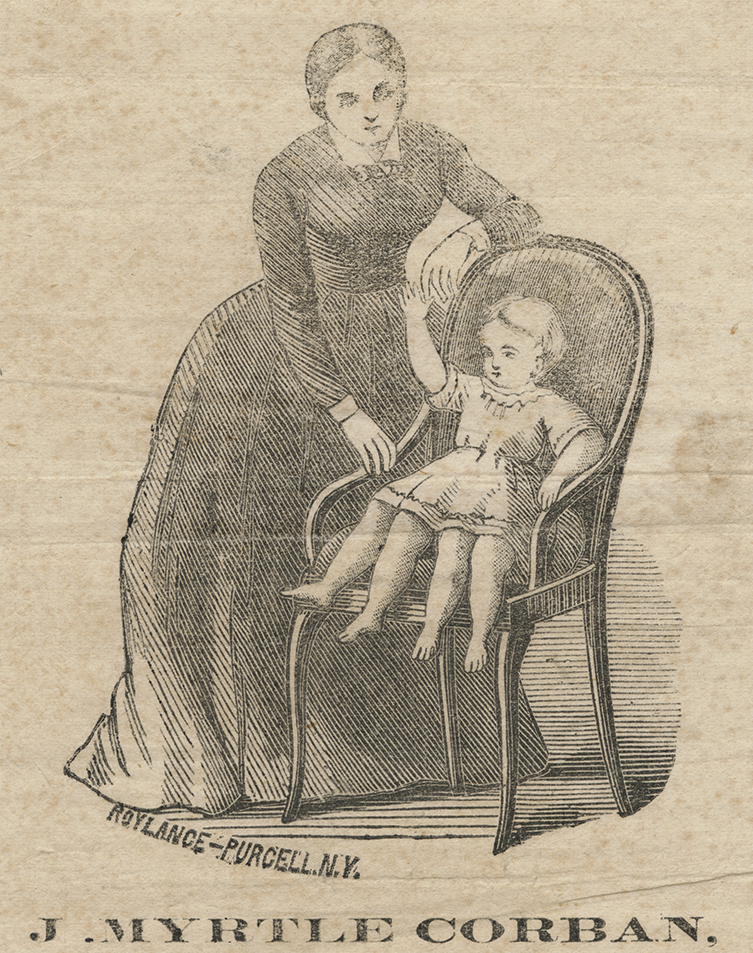
Броудсайд Міртл Корбін, опублікований між 1871 і 1881 роками
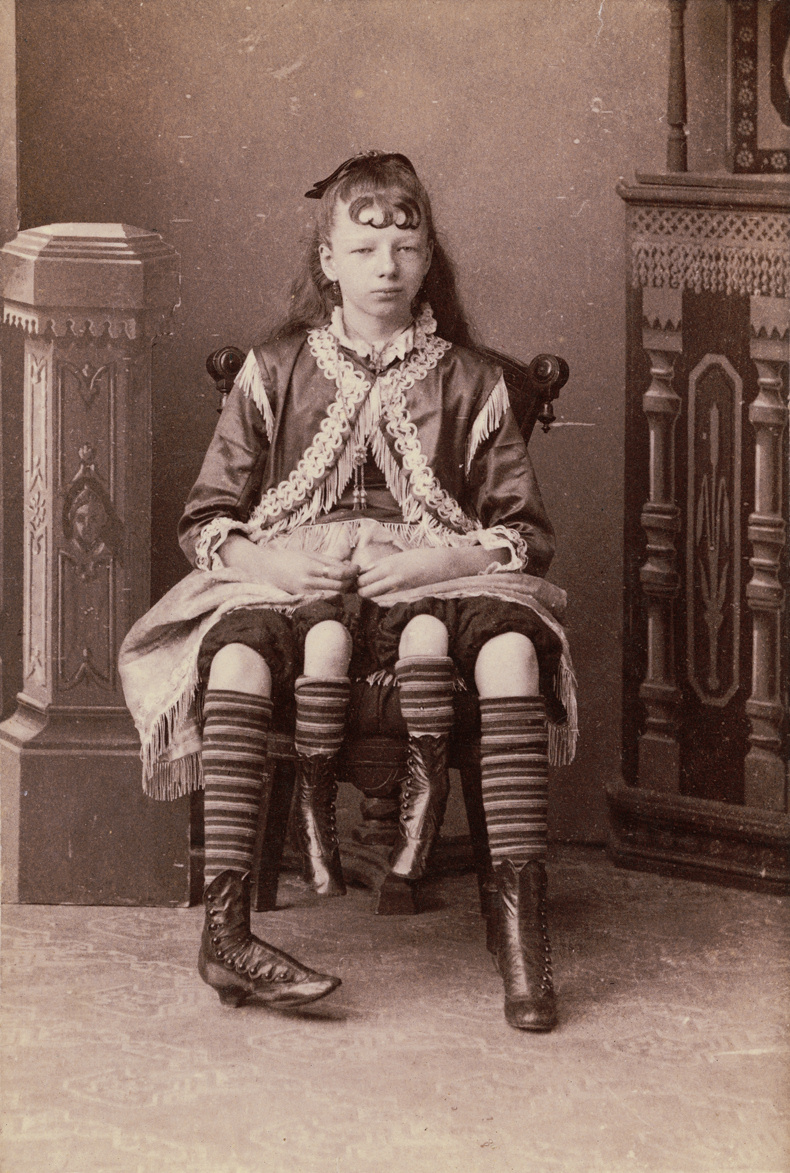
Корбін в 1882 році
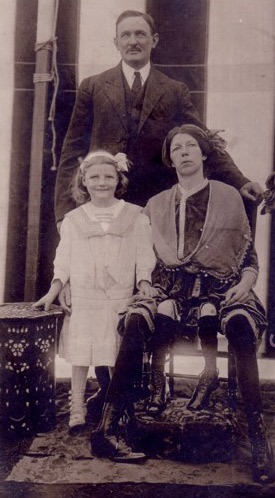
Корбін з чоловіком і донькою

## У культурі
- У 2015 році Graywolf Press опублікувала книгу Даян Сьюз «Чотиринога дівчина». Ця 88-сторінкова збірка віршів була фіналістом Пулітцерівської премії з поезії 2016 року.